# Samuel Shellabarger (Politiker)

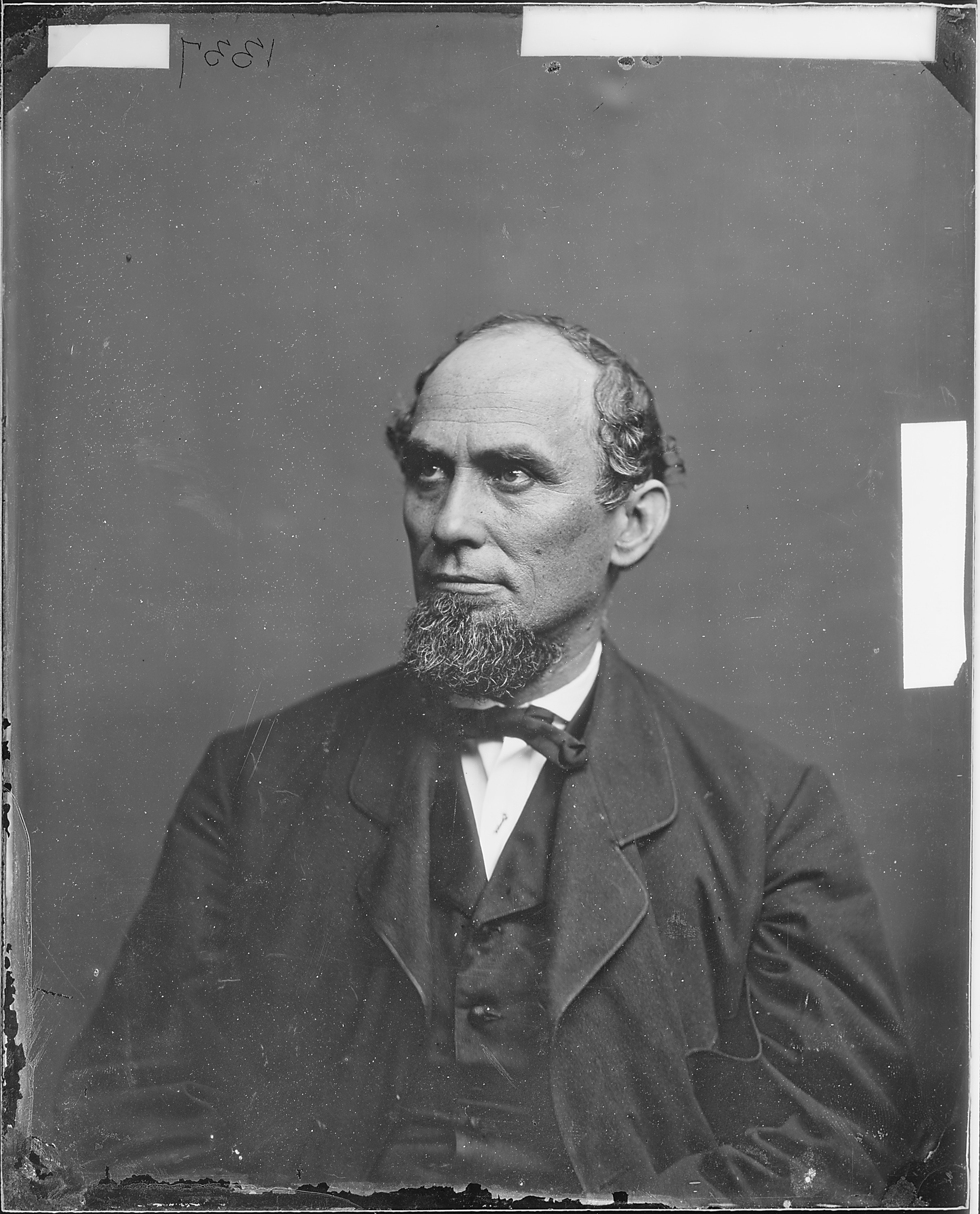
Samuel Shellabarger

Samuel Shellabarger (* 10. Dezember 1817 bei Enon, Clark County, Ohio; † 7. August 1896 in Washington, D.C.) war ein US-amerikanischer Politiker. Zwischen 1861 und 1873 vertrat er dreimal den Bundesstaat Ohio im US-Repräsentantenhaus.

## Werdegang
Samuel Shellabarger besuchte die öffentlichen Schulen seiner Heimat. Danach studierte er bis 1841 an der Miami University in Oxford. Nach einem Jurastudium und seiner 1846 erfolgten Zulassung als Rechtsanwalt begann er in Springfield in diesem Beruf zu arbeiten. Gleichzeitig schlug er eine politische Laufbahn ein. In den Jahren 1852 und 1853 saß er als Abgeordneter im Repräsentantenhaus von Ohio. Später wurde er Mitglied der 1854 gegründeten Republikanischen Partei.
Bei den Kongresswahlen des Jahres 1860 wurde Shellabarger im achten Wahlbezirk von Ohio in das US-Repräsentantenhaus in Washington gewählt, wo er am 4. März 1861 die Nachfolge von Benjamin Stanton antrat. Da er im Jahr 1862 nicht bestätigt wurde, konnte er bis zum 3. März 1863 zunächst nur eine Legislaturperiode im Kongress absolvieren. Diese war von den Ereignissen des Bürgerkrieges geprägt. Bei den Wahlen des Jahres 1864 wurde Shellabarger im siebten Distrikt seines Staates in den Kongress gewählt, wo er am 3. März 1865 Samuel S. Cox ablöste. Nach einer Wiederwahl konnte er bis zum 3. März 1869 im US-Repräsentantenhaus verbleiben. In diese Zeit fiel das Ende des Bürgerkrieges. Seit 1865 war die Arbeit des Kongresses von den Spannungen zwischen den Republikanern und Präsident Andrew Johnson überschattet, die in einem nur knapp gescheiterten Amtsenthebungsverfahren gipfelten. In den Jahren 1865 und 1868 wurden der 13. und der 14. Verfassungszusatz ratifiziert.
1868 verzichtete Samuel Shellabarger auf eine weitere Kandidatur. Zwischen April und Dezember 1869 war er als Nachfolger von James E. Harvey amerikanischer Gesandter in Portugal. Im Jahr 1870 wurde er erneut im siebten Bezirk seines Staates in den Kongress gewählt, wo er am 4. März 1871 James J. Winans ablöste, der zwei Jahre zuvor sein Nachfolger geworden war. Bis zum 3. März 1873 konnte er eine weitere Legislaturperiode im Repräsentantenhaus verbringen. Im Jahr 1872 kandidierte er nicht mehr. In dieser Zeit war er Vorsitzender des Handelsausschusses. Shellabarger machte sich auch einen Namen durch einen von ihm eingebrachten Gesetzentwurf zur Bekämpfung des Ku-Klux-Klan. Der Entwurf wurde von beiden Kammern des Kongresses gebilligt und von Präsident Ulysses S. Grant in Kraft gesetzt. Nach seiner Zeit im Parlament praktizierte Samuel Shellabarger wieder als Anwalt. In den Jahren 1874 und 1875 gehörte er der United States Civil Service Commission an. Er starb am 7. August 1896 in Washington und wurde in Springfield beigesetzt.